# Maurice Gilbert
Pour les articles homonymes, voir Gilbert.
Maurice Gilbert, né le 12 mars 1934 à Charleroi (Belgique) est un prêtre jésuite belge, théologien et exégète de l'Ancien Testament. Recteur de plusieurs institutions académiques il est un spécialiste de la littérature sapientiale et auteur d'ouvrages spécialisés dans ce domaine. 

## Éléments de biographie
Né à Gilly (Charleroi) en 1934, Maurice Gilbert entre au noviciat des Jésuites le 14 septembre 1952 et est ordonné prêtre le 6 août 1965.
Depuis 1975 professeur d’exégèse vétero-testamentaire à l'Institut biblique pontifical de Rome, dont il est également le recteur de 1978 à 1984, le père Gilbert enseigne aussi à l'Université catholique de Louvain (1971-1978), et à l'École biblique et archéologique française de Jérusalem (1984-1993), durant son supériorat à l'Institut biblique de Jérusalem (1984-1992). 
Recteur (1993-1999) des Facultés Universitaires Notre-Dame de la Paix [FUNDP] à Namur en Belgique, il est l'auteur de plusieurs ouvrages spécialisés en exégèse de l'Ancien testament, particulièrement de la littérature biblique sapientiale, et du livre de Ben Sira en particulier. Depuis son accession à l’éméritat (2011) il réside en Belgique ou en France.

## Publications
- La Critique des dieux dans le Livre de la Sagesse, Rome, Ed. Pontificio Istituto Biblico, 1973
- Morale et Ancien Testament  avec J. L'Hour, J. Scharbert (de)  Louvain-la-Neuve Belgique, 1976
- (éd.), La Sagesse de l'Ancien Testament,  Louvain, Peeters, 1979  (ISBN 90-6831-263-4)
- Les louanges du Seigneur. Commentaire pastoral et spirituel des psaumes du dimanche et des fêtes, Paris, Desclée, 1991 (Consultable sur Gallica)
- Chiesa e Sacra Scrittura : un secolo di magistero ecclesiastico e studi biblici, Rome, Ed. pontificio istituto biblico, 1994
- Il a parlé par les prophètes: thèmes et figures bibliques, Namur : Presses universitaires de Namur : Lessius, 1998   (ISBN 2-87037-244-2)
- Les cinq livres des Sages, Proverbes, Job, Qohélet, Ben Sira, Sagesse, Paris, Cerf, 2003   (ISBN 2-204-07067-X)
- Les Livres des Prophètes : exégèse des textes bibliques, Namur : Bibliothèque universitaire Moretus Plantin, 2005   (ISBN 2-87235-015-2)
- L'Institut biblique pontifical : un siècle d'histoire : 1909-2009 ,Rome, Ed. Pontificio istituto biblico, 2009  (ISBN 9788876536427)
- La Sagesse de Salomon, Rome : Gregorian & Biblical press, 2011  (ISBN 9788876531897)
- Ben Sira, Louvain, Peeters, 2014  (ISBN 9789042929814)
- La théologie du cardinal Martini, Namur/Paris, Lessius, 2015  (ISBN 9782872992744)
- Les livres sapientiaux, Paris, Cerf, 2017  (ISBN 9782204106504)